# Sérézin-de-la-Tour
Sérézin-de-la-Tour é uma comuna francesa na região administrativa de Auvérnia-Ródano-Alpes, no departamento de Isère. Estende-se por uma área de 9,31 km². Em 2010 a comuna tinha 1 099 habitantes (densidade: 118 hab./km²).